# Драгобрат
Драгобра́т — невелика міжгірна долина і найвисокогірніший гірськолижний курорт Українських Карпат. Розташований у масиві Свидовець. Популярний серед любителів гірських лиж та сноуборду. Долина розташована на висоті 1300–1400 м над рівнем моря, на відстані 18 км від смт Ясіня, на стику хвойних лісів і альпійської зони, біля підніжжя гори Стіг (1704 м). Поряд розташовані вершини Перший Жандарм (1763 м), Другий Жандарм (близько 1800 м) та Близниця (1883 м).
Підковоподібне розташування гір цієї частини Свидовецького масиву створює унікальні природні умови і забезпечує наявність стабільного снігового покриття з листопада по травень.
Зі схилів долини відкриваються чудові краєвиди на найвищий масив Українських Карпат — Чорногору, видно вершини: Говерла (2061 м) і Петрос (2020 м). З іншого боку (північніше) видно найвищі хребти Ґорґан — зокрема гору Довбушанку (1754 м), Синяк (1662 м) та інші.
Єдиним населеним пунктом, через який проходять шляхи до підніжжя г. Стіг, є смт Ясіня (Закарпатська область, Рахівський район). Поселення засноване в 1583 р. Воно розляглося в долині між Свидовецьким та Чорногірським масивами, на берегах річок Лазещина і Чорна Тиса, які належать до басейну річки Дунай. Через селище міського типу проходить міжнародна траса Ужгород — Чернівці — Кишинів і залізнична колія Івано-Франківськ — Рахів. Селище розташоване на відстані 45 км від географічного пункту «Центр Європи».